# مسجد الجامع (لحج)
مسجد الجامع ويعرف باسم الجامع الكبير هو مسجد تاريخي في مدينة الحوطة عاصمة محافظة لحج بناه عمر بن عبد الله المساوي في 1672 (1083 هجرية) ويعد من المعالم الرئيسية لمدينة الحوطة.

## تاريخ
- 1672 (1083 هجرية): بناء مسجد الجامع على يد عمر بن عبد الله المساوي ونقل منبر جامع مدينة الرعارع إليه.[1]
- 1348 هجرية: تجدد وتوسعة مسجد الجامع بأمر من سلطان سلطنة لحج عبد الكريم فضل الثاني.[3]
- 1970: ترميم المسجد بشكل كامل.[1]